# TAS2R19
TAS2R19 (англ. Taste 2 receptor member 19) – білок, який кодується однойменним геном, розташованим у людей на короткому плечі 12-ї хромосоми. Довжина поліпептидного ланцюга білка становить 299 амінокислот, а молекулярна маса — 33 908.
| 10         |  | 20         |  | 30         |  | 40         |  | 50         |
| ---------- |  | ---------- |  | ---------- |  | ---------- |  | ---------- |
| MMCFLLIISS |  | ILVVFAFVLG |  | NVANGFIALV |  | NVIDWVNTRK |  | ISSAEQILTA |
| LVVSRIGLLW |  | VMLFLWYATV |  | FNSALYGLEV |  | RIVASNAWAV |  | TNHFSMWLAA |
| SLSIFCLLKI |  | ANFSNLISLH |  | LKKRIKSVVL |  | VILLGPLVFL |  | ICNLAVITMD |
| ERVWTKEYEG |  | NVTWKIKLRN |  | AIHLSSLTVT |  | TLANLIPFTL |  | SLICFLLLIC |
| SLCKHLKKMR |  | LHSKGSQDPS |  | TKVHIKALQT |  | VTSFLMLFAI |  | YFLCIITSTW |
| NLRTQQSKLV |  | LLLCQTVAIM |  | YPSFHSFILI |  | MGSRKLKQTF |  | LSVLWQMTR  |

A: Аланін

C: Цистеїн

D: Аспарагінова кислота

E: Глутамінова кислота

F: Фенілаланін

G: Гліцин

H: Гістидин

I: Ізолейцин

K: Лізин

L: Лейцин

M: Метіонін

N: Аспарагін

P: Пролін

Q: Глутамін

R: Аргінін

S: Серин

T: Треонін

V: Валін

W: Триптофан

Кодований геном білок за функціями належить до рецепторів, g-білокспряжених рецепторів, білків внутрішньоклітинного сигналінгу. 
Локалізований у мембрані.